# Guinness rekordbok
Guinness rekordbok (engelska: Guinness Book of Records) är en bok utgiven av bryggeriet Guinness. Boken redovisar årligen olika världsrekord inom olika ämnesområden. Första upplagan utkom 1955, på svenska 1968. Stiftelsen som ligger bakom boken heter Guinness World Records.
Boken säljs i ungefär 100 länder och är översatt till ungefär 40 språk. Den är en av världens bäst säljande böcker. Den som har tagit flest rekord heter Ashrita Furman.
Alla Guinness världsrekord måste vara mätbara.